# هنری کویل
هنری ویلیام دالگلیش کویل (انگلیسی: Henry William Dalgliesh Cavill؛ زادهٔ ۵ مهٔ ۱۹۸۳) بازیگر بریتانیایی است. بیشتر شهرت او به‌خاطر بازی در نقش سوپرمن در دنیای توسعه‌یافته دی‌سی (۲۰۱۳–۲۰۲۳)، گرالت از ریویا در مجموعه فانتزی ویچر (۲۰۱۹–۲۰۲۳) و شرلوک هولمز در فیلم انولا هولمز (۲۰۲۰) است.
کویل کارش را با ایفای نقش در اقتباس‌های سینمایی کنت مونت کریستو (۲۰۰۲) و قلعه را تسخیر می‌کنم (۲۰۰۳) آغاز کرد. او در چندین سریال تلویزیونی از جمله آدمکشان میدسامر (۲۰۰۳) نقش‌های مکمل ایفا کرد و بعدها در فیلم‌های دیگری مانند تریستان و ایزولد (۲۰۰۶)، گرد ستاره (۲۰۰۷) و فناناپذیران (۲۰۱۱) ظاهر شد. پس از کسب نقش برجسته‌اش یعنی سوپرمن، او در فیلم‌های جاسوسی مردی از یو.ان.سی.ال.ای. (۲۰۱۵)، مأموریت: غیرممکن – فال‌اوت (۲۰۱۸)، آرگایل (۲۰۲۴) و وزارت جنگ ناجوانمردانه (۲۰۲۴) به ایفای نقش پرداخت.

## در رسانه‌ها
در دسامبر ۲۰۱۳، مجلهٔ بریتانیایی گلمور، کویل را «سکسی‌ترین مرد دنیا» معرفی کرد. در همان سال، مجلهٔ اِمپایر نیز رتبهٔ سوم فهرست «۱۰۰ بازیگر سکسی سال ۲۰۱۳» را به او اختصاص داد.
در اوایل سال ۲۰۰۸، کویل به چهرهٔ عطر بریتانیایی دانهیل تبدیل شد.

## زندگی شخصی
کویل از سال ۲۰۱۱ تا ۲۰۱۲ با الن ویتاکر سوارکار انگلیسی رابطه داشت. در ماه مه ۲۰۲۱ رابطه خود را با ناتالی ویسکوزو اعلام کرد. در ۱۵ آوریل ۲۰۲۴ اعلام شد که آن‌ها در انتظار اولین فرزند خود هستند.

## فیلم‌شناسی

### فیلم
| سال  | نام                              | نقش                         |
| ---- | -------------------------------- | --------------------------- |
| ۲۰۰۱ | لاگونا                           | توماس آپریا                 |
| ۲۰۰۲ | کنت مونت کریستو                  | آلبرت موندگو                |
| ۲۰۰۳ | قلعه را تسخیر می‌کنم              | استیون کولی                 |
| ۲۰۰۵ | برپاخیزان جهنم: دنیای جهنمی      | مایک                        |
| ۲۰۰۶ | تریستان و ایزولد                 | میلات                       |
| ۲۰۰۶ | شنل قرمزی                        | شکارچی                      |
| ۲۰۰۷ | گرد ستاره                        | هامفری                      |
| ۲۰۰۹ | هرچه نتیجه‌دار باشد               | رندی لی جیمز                |
| ۲۰۰۹ | نهر خون                          | ایوان مارشال                |
| ۲۰۱۱ | فنا ناپذیران                     | تسئوس                       |
| ۲۰۱۲ | نور سرد روز                      | ویل شاو                     |
| ۲۰۱۳ | مرد پولادین                      | کلارک کنت / کال-ال / سوپرمن |
| ۲۰۱۵ | مردی از یو.ان.سی.ال.ای.          | ناپلئون سولو                |
| ۲۰۱۶ | بتمن در برابر سوپرمن: طلوع عدالت | کلارک کنت / کال-ال / سوپرمن |
| ۲۰۱۷ | لیگ عدالت                        | کلارک کنت / کال-ال/ سوپرمن  |
| ۲۰۱۷ | قلعه شنی                         | کاپیتان سیورسون             |
| ۲۰۱۸ | مأموریت غیرممکن ۶                | آگوست واکر / جان لارک       |
| ۲۰۱۸ | شکارچی شب                        | ستوان والتر مارشال          |
| ۲۰۲۰ | انولا هولمز                      | شرلوک هلمز                  |
| ۲۰۲۱ | لیگ عدالت زک اسنایدر             | سوپرمن                      |
| ۲۰۲۲ | بلک ادم                          | ذکرنشده در تیتراژ           |
| ۲۰۲۲ | انولا هولمز ۲                    | شرلوک هلمز                  |
| ۲۰۲۳ | فلش                              | ذکر نشده در تیتراژ          |
| ۲۰۲۴ | آرگایل                           | مأمور آرگایل                |
| ۲۰۲۴ | وزارت جنگ ناجوانمردانه           |                             |

### تلویزیون
| سال        | نام                | نقش            | یادداشت                   |
| ---------- | ------------------ | -------------- | ------------------------- |
| ۲۰۰۲       | رازهای بازرس لینلی | چَس کوئیلتر     | قسمت: "آموزش دیده در قتل" |
| ۲۰۰۲       | خداحافظ آقای چیپس  | سرباز کولی     | فیلم تلویزیونی            |
| ۲۰۰۳       | آدمکشان میدسامر    | سایمون میفیلد  | قسمت: "مرد سبز"           |
| ۲۰۰۷–۲۰۱۰  | تودورها            | چارلز برندون   | نقش اصلی                  |
| ۲۰۱۹–اکنون | ویچر               | گرالت از ریویا | نقش اصلی                  |